# Leonid Volkov (homme politique)
Pour les articles homonymes, voir Leonid Volkov et Volkov.
Leonid Mikhaïlovitch Volkov (en russe : Леони́д Миха́йлович Во́лков ; né le 10 novembre 1980) est un homme politique et une personnalité publique russe, spécialiste des technologies de l'information, chef de cabinet de la campagne d'Alexeï Navalny lors de l'élection présidentielle de 2018 puis de la campagne de la « grève des électeurs », cofondateur de la Société pour la protection d'Internet.

## Biographie
Volkov est né le 10 novembre 1980 à Iekaterinbourg (alors appelée Sverdlovsk). Ses parents sont Mikhaïl Vladimirovitch Volkov, professeur, et Susanna Borissovna Volkova (née Kouptchik), maître de conférences.
En 2013, il déménage avec sa famille de Iekaterinbourg au Luxembourg pour raisons professionnelles. Il rentre en Russie à la fin de l'année 2014.

### Activités politiques et sociales
Depuis 2009 Leonid Volkov est membre du mouvement Solidarnost.
Le 1er mars 2009, il est élu député de la Douma municipale de Iekaterinbourg dans la circonscription électorale no 10 du district Kirovski. Il est membre de la commission parlementaire permanente sur l'économie urbaine, l'urbanisme et l'aménagement du territoire et de la commission permanente des députés sur le gouvernement local, la politique culturelle et d'information.
Le 10 avril 2010, il organise un rassemblement contre la construction d'une église sur la place du Travail à Iekaterinbourg avec plus de 3 500 participants, la plus grande action de contestation dans la ville depuis la perestroïka.
Il est membre du comité électoral central du Conseil de coordination de l'opposition russe et a été l'un des dirigeants de la campagne de 2013 de Navalny pour la mairie de Moscou. Il était auparavant membre du conseil politique du Parti de la liberté du peuple. À partir de décembre 2016, Volkov a été chef de cabinet de la campagne présidentielle de 2018 d'Alexeï Navalny.

### Exil
En août 2019, Volkov quitte la Russie pour échapper à la pression politico-judiciaire et réside depuis à Vilnius en Lituanie.
En août 2021, le Comité d'enquête de la fédération de Russie ouvre une enquête contre Volkov et Ivan Jdanov (lui aussi en exil) pour financement d'une « organisation extrémiste ». Il est reproché à Jdanov et Volkov d'avoir continué à recolter de l'argent pour la Fondation anti-corruption (FBK) alors que la FBK avait été déclarée « organisation extrémiste » par l'État. La peine maximale encourue pour ce délit est de huit ans.
En janvier 2022, Rosfinmonitoring (en), l'organisme fédéral russe chargé de surveiller les transactions financières, rajoute Volkov et une dizaine de membres de la FBK dont Navalny, Ivan Jdanov et Lioubov Sobol à la liste des personnalités « terroristes et extrémistes »,.
En mars 2023, Volkov annonce son départ de la direction du FBK après que soit devenue public son soutien controversé à l'arrêt des sanctions européennes visant l'oligarque russe Mikhaïl Fridman.
En mars 2024, Leonid Volkov est agressé devant son domicile à Vilnius, en Lituanie, apparemment sur ordre de Vladimir Poutine. L'incident fait l'objet d'une enquête en tant que crime de haine lié au terrorisme.